# Diethofencarb
Diethofencarb ist eine chemische Verbindung aus der Gruppe der N-Phenylcarbamate und ein von Sumitomo Chemical eingeführtes Fungizid.

## Gewinnung und Darstellung
Diethofencarb kann ausgehend von 3,4-Dichloranilin dargestellt werden. Dieses reagiert mit Natriumethanolat und Chlorameisensäureisopropylester (Phosgen + Isopropanol) zum Endprodukt.

## Verwendung
Diethofencarb wird als systemisches Fungizid mit protektiver und kurativer Wirkung gegen Grauschimmel (Botrytis cinerea) z. B. im Wein- und Gemüsebau verwendet. Diethofencarb erfasst dabei auch Benzimidazol-resistente Stämme.

## Zulassung
In Deutschland, Österreich und der Schweiz sind Pflanzenschutzmittel mit Diethofencarb als Wirkstoff nicht zugelassen.